# Волма (приток Свислочи)
Во́лма (бел. Во́лма) — река, левый приток Свислочи (бассейн Днепра), протекающая в Минской области Беларуси. Длина реки — 103 км, площадь водосборного бассейна — 1150 км², среднегодовой расход воды в устье — 6,7 м³/с.

## География
Начинается с мелиорационного канала около северо-восточной окраины деревни Королёв Стан Минского района, протекает по Минской возвышенности и Центральноберезинской равнине через Смолевичский, Червенский и Пуховичский районы. Устье находится в 1 км восточнее деревни Светлый Бор Пуховичского района. Общее падение реки 54,1 м, средний наклон водной поверхности 0,5 ‰.

## Гидрография
Рельеф преимущественно плоский, в верховьях мелкохолмистый, сложенный из песчаных и супесчаных грунтов, распаханный (35 %). Лес (41 %) смешанный. Долина трапециевидной формы, ширина 0,4-0,6 км, у д. Петровинка до 3 км. Пойма в основном осушена и распахана. На реке 4 плотины, регулирующие гидрографический режим. Русло в среднем течении спрямлено и углублено, ширина реки в верховье 3-4 м, ниже 8-10 м, в устьевой части до 40 м. Берега крутые и обрывистые, высотой от 0,4 до 2 м.
Волма отличается интенсивным половодьем. На весенний период приходится 37 % годового стока. Наивысший уровень половодья в нижнем течении в конце марта, средняя высота над меженным уровнем 1,4-2,2 м, наибольшая 2,9 м. Замерзает в начале декабря, ледолом в конце марта. Весенний ледоход 3-4 суток. Используется как водоприёмник мелиорационных систем.
На реке г. п. Смиловичи, Петровичское водохранилище.

## Притоки
Основные притоки: Вожа, Гать, Червенка (слева), Слоуст (справа), густота речной сети 0,33 км/км².

## Этимология
Согласно В. Н. Топорову и О. Н. Трубачеву, название имеет балтское происхождение, соотносится с древнепрусским Wolmen.
И. Ласков считал, что название образовано от финно-угорского воль — «расчищенное от леса место» в сочетании с гидронимическим термином ма.